# 45261 Decoen
45261 Decoen è un asteroide della fascia principale. Scoperto nel 2000, presenta un'orbita caratterizzata da un semiasse maggiore pari a 2,4732633 UA e da un'eccentricità di 0,1900071, inclinata di 7,30285° rispetto all'eclittica.
L'asteroide è dedicato all'insegnante di fisica svizzero Yvette Decoen.